# Paraperiglischrus
Paraperiglischrus es un género ácaros perteneciente a la familia Spinturnicidae.

## Especies
Paraperiglischrus Rudnick, 1960
- Paraperiglischrus hipposideros Baker & Delfinado, 1964
- Paraperiglischrus rhinolophinus (C.L.Koch, 1844)
- Paraperiglischrus ruber Estrada-Pena, Ballesta & Ibanez, 1992
- Paraperiglischrus sternalis Petrova & Taskaeva, 1975